# Cape Canaveral (miasto)
Cape Canaveral – miasto w Stanach Zjednoczonych, w stanie Floryda, w hrabstwie Brevard.